# Jablanica (Sava)
Jablanica je rijeka u sjevernom dijelu Bosne i Hercegovine, u Republici Srpskoj. Desna je pritoka rijeke Save. 
Duga je 35,1 km, s površinom slijeva 476,74 km².  Nastaje od vrlo razgranatog izvorišta u južnim padinama planine Prosare. Izvorište joj se nalazi ispod Vrištika. Ulijeva se u Savu 4 km uzvodno od Bosanske Gradiške.